# Dieter-Lebrecht Koch

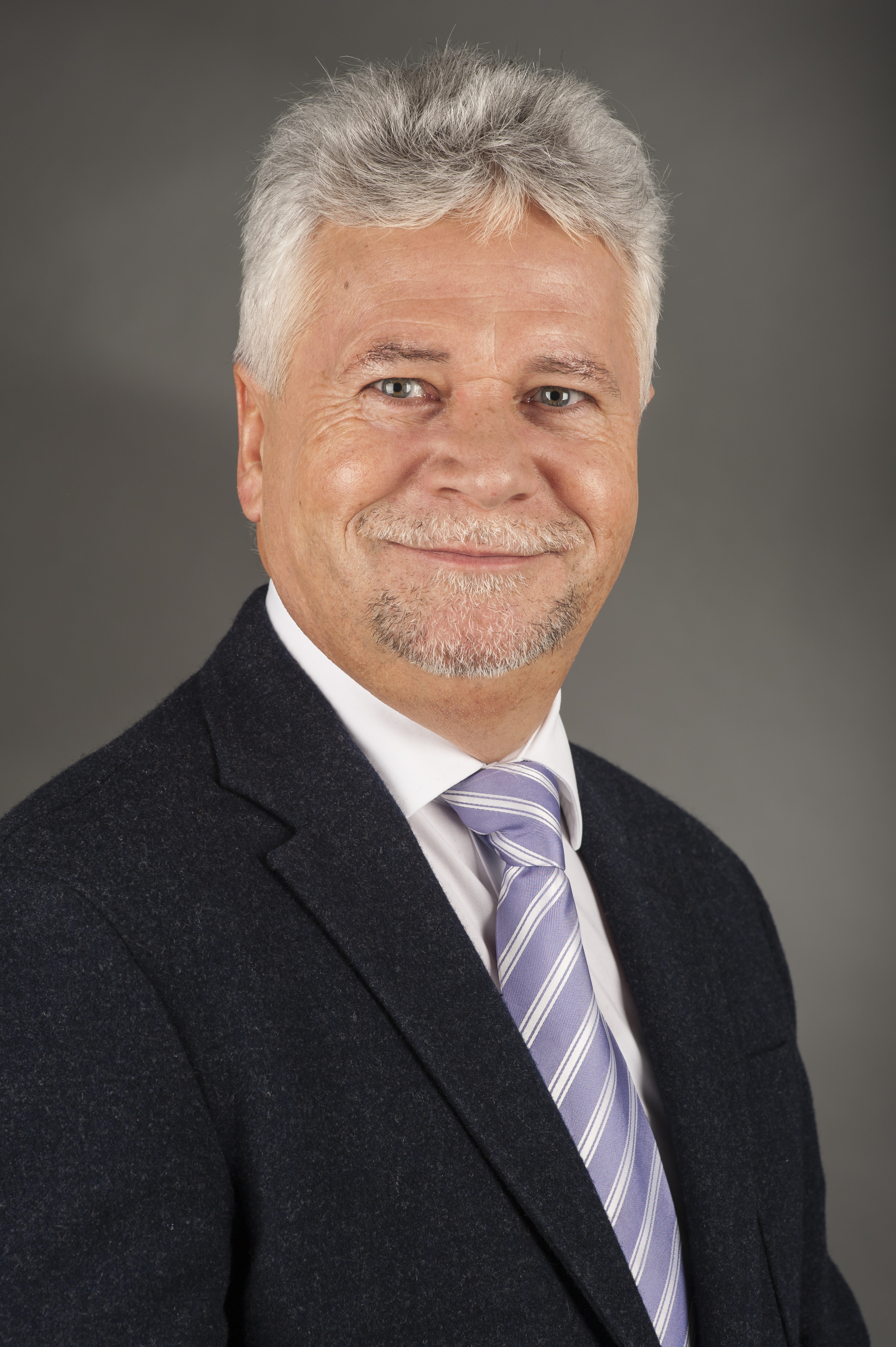
Dieter-Lebrecht Koch (2014)

Dieter-Lebrecht Koch (* 7. Januar 1953 in Weißenfels) ist ein deutscher Politiker (CDU). Er war von 1994 bis 2019 Thüringer Europaabgeordneter der CDU und damit Mitglied der Fraktion der Europäischen Volkspartei.

## Leben und Ausbildung
Nach dem Abitur 1971 an der Erweiterten Oberschule in Weißenfels studierte Dieter-L. Koch von 1971 bis 1975 an der Hochschule für Architektur und Bauwesen (HAB) in Weimar. Nach dem Studienabschluss arbeitete er als Entwurfsbearbeiter in einem Konstruktions- und Architekturbüro der chemischen Industrie. Ende 1976 kehrte er als wissenschaftlicher Assistent an die HAB Weimar (heute Bauhaus-Universität Weimar) zurück, wo er bis 1990 als Wissenschaftler und Lehrkraft tätig war. Im Jahr 1985 promovierte er zum Dr.-Ing. über das Thema Industriegebiete: Gemeinsame, koordinierte Nutzung bestimmter Betriebsteile durch mehrere Firmen.
Er ist verheiratet und hat eine Tochter.

## Politik

### Politischer Werdegang
Im Jahr 1985 wurde Koch Mitglied der DDR-CDU. Er leitete einen vom Kreisvorstand berufenen Arbeitskreis für Bau und Verkehrsinfrastruktur. Sein erstes Mandat für ein Parlament erhielt er für die Volkskammer der DDR 1990. Nach der Wiedervereinigung wurde Koch Mitglied des Deutschen Bundestages. Die Berufung zum Referatsleiter in der Thüringischen Landesvertretung beim Bund erfolgte 1991. Seine politische Karriere in der EU begann er als Beobachter im Europäischen Parlament (von 1991 bis 1994). 1994 gewann er das Mandat als Mitglied des Europäischen Parlaments (4. Wahlperiode). 1999, 2004, 2009 und 2014 fand seine Wiederwahl in die 5., 6., 7. und 8. Wahlperiode statt. Zur Europawahl 2019 trat er nicht mehr an. Seitdem ist er als selbstständiger Berater und Lobbyist tätig.

### Tätigkeitsbereiche und Ausschüsse
Koch engagiert sich unter anderem als:
- Vizepräsident im Ausschuss für Verkehr und Fremdenverkehr (TRAN)
- stellvertretendes Mitglied im Ausschuss Beschäftigung und soziale Angelegenheiten (EMPL)
- Mitglied der interfraktionellen Parlamentariergruppe „Menschen mit Behinderung“ (Disability Intergroup)
- stellvertretendes Mitglied der Delegation für die Beziehungen zu Bosnien und Herzegowina und dem Kosovo
- Mitglied der Delegation für die Beziehungen zu Japan
- Vorstandsmitglied der CDU/CSU-Gruppe im Europaparlament
- Mitbegründer des Parlamentskreises Mittelstand Brüssel (PKM)

### Arbeitsschwerpunkte und Initiativen
Kochs spezifisches Engagement bezieht sich vorrangig auf das Grundrecht zur Mobilität für alle – mit dem Schwerpunkt Sicherheit – sowie auf die besonderen Belange der Jüngeren und der Älteren sowie derjenigen Menschen, die mit einer Behinderung leben.
In der Disability Intergroup des Europaparlaments setzt er sich für die Berücksichtigung der Rechte von Menschen mit Behinderungen und deren Bedürfnisse in den Gesetzgebungsprozessen ein. Die Verbesserung der Verkehrssicherheit auf europäischen Straßen und die Reduzierung der Unfallopfer sind weitere wichtige Ziele, die Koch mit seiner Arbeit erreichen will.
Eine Technologie, die Koch besonders fördert, ist eCall, der Leben rettende elektronische Notruf.  Dieses System sendet unmittelbar nach einem schweren Unfall eines Fahrzeuges automatisch einen Notruf an die Einsatzzentrale. Das eCall-System stellt hierbei ein schlafendes System (Datenschutz) dar, welches verpflichtend in jedes Automobil eingebaut werden soll aber nur im Falle eines schweren Unfalls „erwacht“ um einmalig einen minimalen Datensatz zur Lokalisierung abschickt. Koch war Initiator des Projektes DocStop, einer Initiative zur medizinischen Unterwegsversorgung von Berufskraftfahrern in Europa. Er war über fünf Jahre Vorsitzender des Vereins.
Weitere Themen sind die Festschreibung erweiterter Passagierrechte, die Reduzierung der maximal zulässigen Flug- und Flugbereitschaftszeiten und die Einführung der EU-weit geltenden Notrufnummer 112.

## Ehrenämter
Ausgewählte Ehrenämter in Fachgremien:
- Bundesverband mittelständische Wirtschaft, BVMW
- Arbeitskreis Biologische Vielfalt, Umwelt, Verkehr, Vorsitz
- Arbeitskreis Menschen mit Behinderung, Vorstand

## Auszeichnungen
- 1999 Auszeichnung mit dem Bundesverdienstkreuz am Bande durch den Bundespräsidenten
- 2007 Auszeichnung mit dem „Amtsmanager“ durch die Wirtschaftskammer Österreich
- 2008 Auszeichnung mit dem Goldenen Dieselring des Verbandes der Motorjournalisten e. V. (VdM) für besondere Verdienste um die Verkehrssicherheit.
- 2012 Auszeichnung mit der Goldenen Ehrennadel durch den Landesverband der Transportunternehmer Thüringen
- 2012 Auszeichnung mit der Silbernen Ehrennadel des Bundes der Vertriebenen Thüringen
- 2013 Auszeichnung mit der Goldenen Ehrennadel des Landesverbandes Thüringen des Verkehrsgewerbes (LTV) e. V.
- 2015 Aufnahme in den internationalen humanitären Ritterorden Cordon Bleu du Saint Esprit[6]